# Aruga Kōsaku

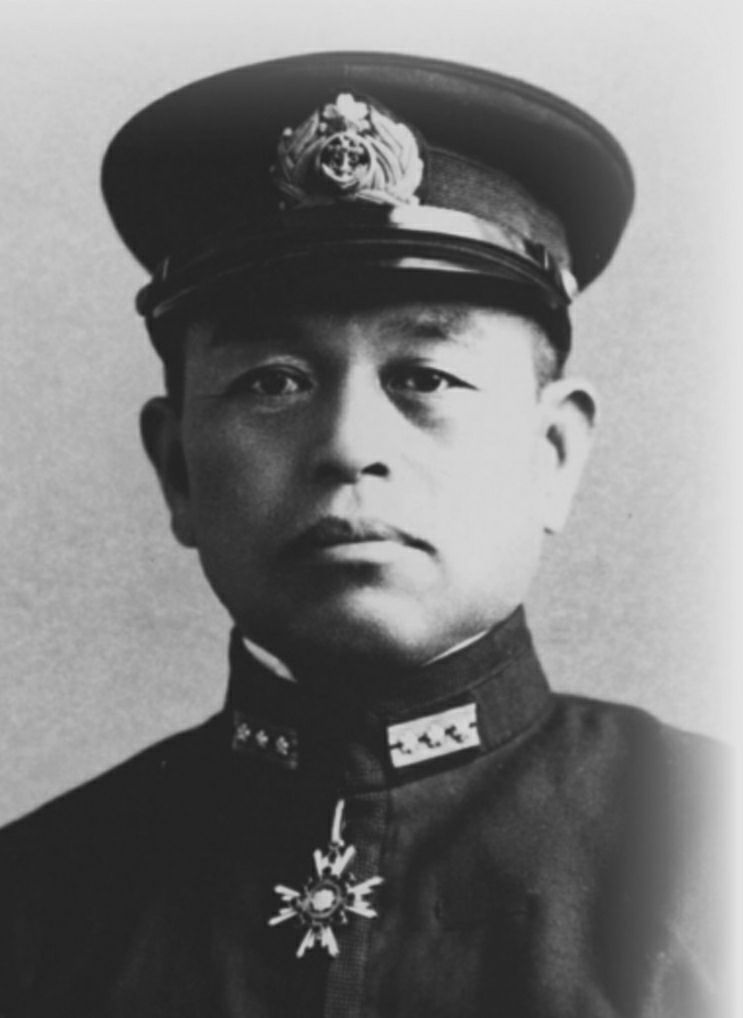
Aruga Kōsaku

Aruga Kōsaku (jap. 有賀 幸作; * 21. August 1897 in Asahi, Kamiina-gun; † 7. April 1945 vor Okinawa) war ein japanischer Offizier, Admiral der japanischen Marine und der letzte Kommandant des japanischen Schlachtschiffes Yamato im Zweiten Weltkrieg.

## Leben
Aruga nahm an der See- und Luftschlacht im Golf von Leyte und der Schlacht im Ostchinesischen Meer teil.
Er starb als Kommandant der Yamato, als er sich in aussichtsloser Position an den Kompass fesseln ließ, während der Befehlshaber des Kampfverbandes, Admiral Itō Seiichi, in seine Kabine ging, um dort zu sterben. Nach seinem Tod wurde er wie Itō noch einmal befördert.

## Maritime Kommandos
- Besatzungsmitglied, Schlachtschiff Hyūga – 11. Juli 1918 – 1. Dezember 1918
- Erster Torpedooffizier, Zerstörer Akikaze – 1. Oktober 1924 – 5. September 1926
- Erster Torpedooffizier, Zerstörer Kikuzuki – 5. September 1926 – 1. Dezember 1927
- Erster Torpedooffizier, Leichter Kreuzer Naka – 1. Dezember 1927 – 10. Dezember 1928
- Erster Torpedooffizier, Leichter Kreuzer Kiso – 10. Dezember 1928 – 1. November 1929
- Kommandant, Zerstörer Tachikaze – 12. Februar 1932 – 1. November 1933
- Kommandant, Zerstörer Akikaze – 12. Februar 1932 – 1. Dezember 1932
- Kommandant, Zerstörer Matsukaze – 15. November 1933 – 1. November 1934
- Kommandant, Zerstörer Inazuma – 1. November 1934 – 15. Oktober 1935
- Stabsoffizier, Chinkai Distrikt – 15. Oktober 1935 – 1. Dezember 1937
- Kommandant, Kreuzer Sendai – 1. Dezember 1937 – 15. Dezember 1938
- Stabsoffizier, ComDesDiv 11 – 15. November 1939 – 18. Juni 1941
- Stabsoffizier, ComDesDiv 4 – 18. Juni 1941 – 20. Februar 1943
- Kommandant, Kreuzer Chōkai – 1. März 1943 – 6. Juni 1944
- Kommandant, Schlachtschiff Yamato – 25. November 1944 – 7. April 1945

## Dienstgrade
- Matrose – 24. November 1917
- Leutnant zur See (Kaigun-Shōi) – 1. August 1918
- Oberleutnant zur See (Kaigun-Chūi) – 1. Dezember 1920
- Kapitänleutnant (Kaigun-Daii) – 1. Dezember 1923
- Korvettenkapitän (Kaigun-Shōsa) – 30. November 1929
- Fregattenkapitän (Kaigun-Chūsa) – 15. November 1935
- Kapitän zur See (Kaigun-Daisa) – 15. November 1940
- Vizeadmiral (Kaigun-Chūjhō) – 7. April 1945 (posthum für seinen letzten Einsatz)